# Tenoriet
Het mineraal tenoriet is een koper-oxide met de chemische formule CuO (koper(II)-oxide).

## Eigenschappen
Het zwarte of staalgrijze tenoriet heeft een zwarte streepkleur en een monoklien kristalstelsel. Het is bruin pleochroïsch, heeft een gemiddelde dichtheid van 6,5 en een hardheid van 3,5 tot 4. Het mineraal is niet radioactief. De aggregatietoestand van tenoriet is vast (solid)
Tenoriet speelt een rol in de koperkringloop.

## Naamgeving
Het mineraal tenoriet is genoemd naar de Italiaanse botanicus Michele Tenore (1781 - 1861).

## Voorkomen
Tenoriet komt vooral voor als secundair mineraal in koper-ertsen. De typelocatie is de Vesuvius in Italië.